# ФК Камбур
Фудбалски клуб Камбур (хол. SC Cambuur) је холандски фудбалски клуб из Леувардена и тренутно се такмичи у Ередивизији. Претходне сезоне заузео је прво место у Другој лиги Холандије и промовисан је у виши ранг такмичења. Своје мечеве игра на стадиону у Камбуру, који има капацитет од 10.500 седећих места, и покривен је вештачком травом. Као домаћин обично игра у жуто-плавим дресовима, док као гост игра у бело-плавим дресовима

## Историја
Фудбалски клуб Камбур основан је 1964. и од тада је играо четири сезоне у холандској Ередивизији. 2000. године клуб је избачен из Ередивизија и све до сезоне 2013/14. није успео да се врати у виши ранг. Током осамдесетих и деведесетих година прошлог века, клуб се увек такмичио у плеј-офу холандске друге лиге. Камбур је освојио титулу у Другој лиги Холандије 1992. , али је поново испао у другу лигу Холандије само две године касније. 1998. клуб се поново докопао места у највишем рангу такмичења, у време када је клубом председавао милионер Јан Ридестра. Напустио је клуб само годину дана касније, што је замало довело до банкрота клуба 2005. Ипак, вратио се да спаси клуб са пар својих пријатеља. Јан Ридестра преминуо је у мају 2009. године и оставио клуб у рукама Алекса Паме. Пама се повукао из клуба у фебруару 2011. године због породичних разлога.
2009. клубу је мало недостајало да се поново докопа највишег ранга, јер су у финалу плеј-офа изгубили од прволигаша Роде на пенале. 2010. поново му је мало недостајало да освоји титулу у Другој лиги Холандије, пошто је завршио као други. Ипак, 2013. , успео је да обезбеди прво место у последњем колу такмичења, и као шампион Друге лиге Холандије се врати у Ередивизију.

## Титуле и успеси
- Друга лига Холандије

Победници: 1992. и 2013.
Другопласирани: 1997. , 1998. и 2010. 
- Трећа лига Холандије

Победници: 1957. и 1965.
- Промовисани у Ередивизију:

Промоција: 1992. , 1998. и 2013.

## Ривали
Највећи ривали овог клуба су Гронинген, Зволе, Го Ахед Иглси и њихов највећи ривал Херенвен, који долази из истог региона као и Камбур. Током седамдесетих и осамдесетих година Камбур је сматран за већи клуб од Херенвена, деведесетих су били слични, док је у 21. веку Херенвен преузео примат.

## Познати играчи
- Јап Стам
- Митар Мркела
- Гојко Кузмановић
- Фред Грим